# حسن شیخ‌الملک
شیخ محمدحسن شهابی زیدآبادی ملقب به شیخ الملک (اسفند ۱۲۳۷ - ۱۳۰۱ یا خرداد ۱۳۰۴) نماینده سیرجان در دوره سوم مجلس شورای ملی، روزنامه نگار و سفیر ایران در فرانسه در دوره قاجار بود.
شیخ محمدحسن در چهاردهم شعبان ۱۲۷۵ هجری قمری (اسفند ۱۲۳۷ خورشیدی) به دنیا آمد. پدرش حاجی درویش یوسفعلی از صوفیان نامدار منطقه بود.  در دوازده سالگی به شیراز رفت و در مدرسه آقابابا خان به تحصیل مشغول شد. استادش ملاعبدالله خوشنویس بود. در حدود سال ۱۳۱۶ قمری از راه عراق به بیروت و از آنجا به فرانسه رفت. در پاریس با مجامع ادبی و سیاسی و ایرانیان مقیم خارج، مخصوصاً میرزا ملکم خان ارمنی آشنا شد و به پیشنهاد ملکم خان نماینده ایران در شرکت نفت ایران و انگلیس شد. با آغاز نهضت مشروطه خود را به ایران رساند و از مؤسسان انجمن کرمان در تهران شد. 
شیخ الملک در کرمان عدلیه تأسیس کرد و از موسسان مدارس به سبک جدید و انجمنهای فرهنگی بود. در سال ۱۲۹۳ به نمایندگی از سیرجان به سومین دوره مجلس شورای ملی راه یافت (تصویب اعتبارنامه: اول ربیع‌الثانی ۱۳۳۳) اما دوران نمایندگی‌اش به دلیل حوادث جنگ جهانی اول و تعطیلی مجلس، به یک سال نکشید. 
شیخ الملک به روایتی در سال ۱۳۰۱ خورشیدی و به روایتی در خرداد ۱۳۰۴ درگذشت.